# SLC35G2
SLC35G2 (англ. Solute carrier family 35 member G2) – білок, який кодується однойменним геном, розташованим у людей на короткому плечі 3-ї хромосоми.  Довжина поліпептидного ланцюга білка становить 412 амінокислот, а молекулярна маса — 46 422.
| 10         |  | 20         |  | 30         |  | 40         |  | 50         |
| ---------- |  | ---------- |  | ---------- |  | ---------- |  | ---------- |
| MDTSPSRKYP |  | VKKRVKIHPN |  | TVMVKYTSHY |  | PQPGDDGYEE |  | INEGYGNFME |
| ENPKKGLLSE |  | MKKKGRAFFG |  | TMDTLPPPTE |  | DPMINEIGQF |  | QSFAEKNIFQ |
| SRKMWIVLFG |  | SALAHGCVAL |  | ITRLVSDRSK |  | VPSLELIFIR |  | SVFQVLSVLV |
| VCYYQEAPFG |  | PSGYRLRLFF |  | YGVCNVISIT |  | CAYTSFSIVP |  | PSNGTTMWRA |
| TTTVFSAILA |  | FLLVDEKMAY |  | VDMATVVCSI |  | LGVCLVMIPN |  | IVDEDNSLLN |
| AWKEAFGYTM |  | TVMAGLTTAL |  | SMIVYRSIKE |  | KISMWTALFT |  | FGWTGTIWGI |
| STMFILQEPI |  | IPLDGETWSY |  | LIAICVCSTA |  | AFLGVYYALD |  | KFHPALVSTV |
| QHLEIVVAMV |  | LQLLVLHIFP |  | SIYDVFGGVI |  | IMISVFVLAG |  | YKLYWRNLRK |
| QDYQEILDSP |  | IK         |  |            |  |            |  |            |

A: Аланін

C: Цистеїн

D: Аспарагінова кислота

E: Глутамінова кислота

F: Фенілаланін

G: Гліцин

H: Гістидин

I: Ізолейцин

K: Лізин

L: Лейцин

M: Метіонін

N: Аспарагін

P: Пролін

Q: Глутамін

R: Аргінін

S: Серин

T: Треонін

V: Валін

W: Триптофан

Кодований геном білок за функцією належить до фосфопротеїнів. 
Задіяний у такому біологічному процесі як поліморфізм. 
Локалізований у клітинній мембрані, мембрані.